# Plemena nutrií

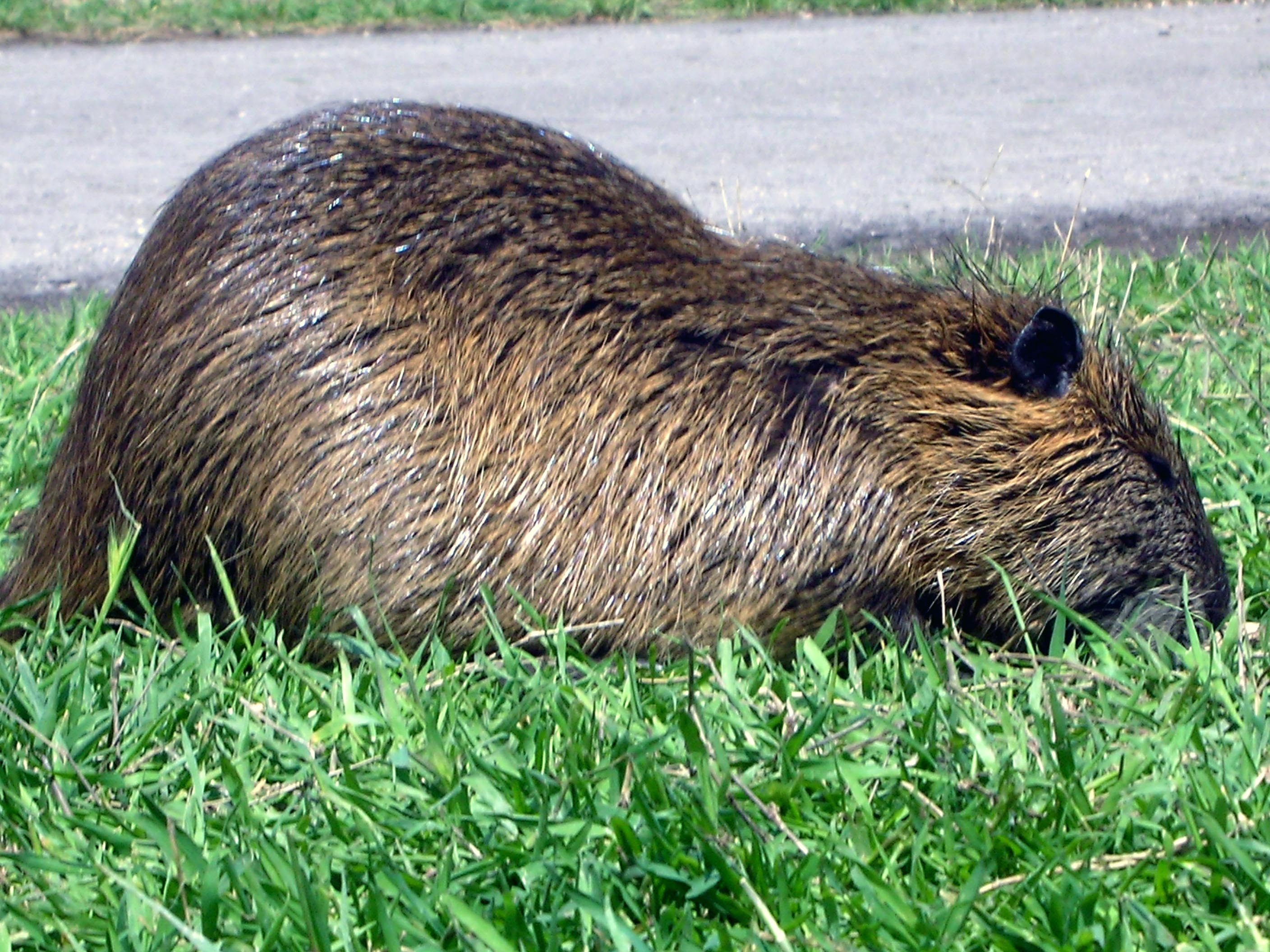
Standardní nutrie

Plemena nutrií se dělí podle zbarvení srsti na standardní a barevná. Barevné rázy se pak dělí dle dědičnosti na dominantně dědičné a recesivně dědičné.

## Dělení plemen nutrií
- standardní nutrie

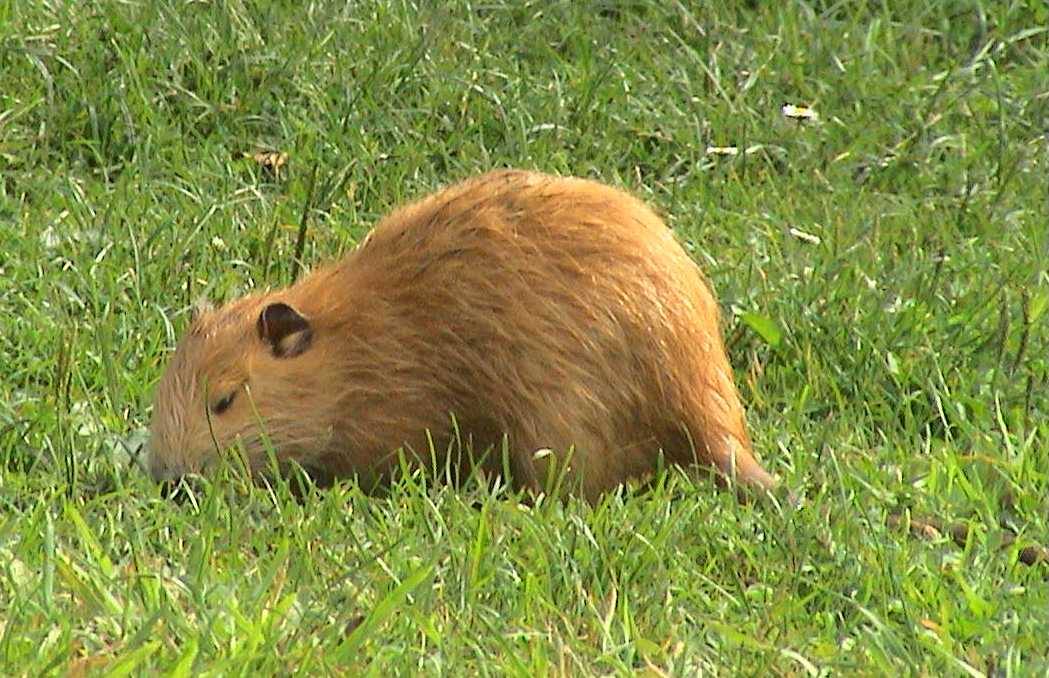
Zlatá nutrie

  - standardní oranžová nutrie (Brunellis)
  - standardní šedá nutrie (De Nuri)

- dominantní barevné nutrie
  - černá dominantní nutrie
  - zlatá nutrie
  - bílá nealbinotická (ázerbájdžánská) nutrie

- recesivní barevné nutrie
  - černá recesivní sobolí nutrie
  - bílá albinotická nutrie
  - perlová nutrie
  - pastelová hnědá nutrie
  - grónská nutrie
  - stříbrná nutrie

Při křížení dominantní barevné nutrie se standardní nutrií se v první generaci potomků (F1) rodí buď všechna mláďata barevná, nebo část mláďat barevných a část standardních. Recesivní nutrie při křížení se standardními nutriemi mají v první generaci mláďata buď zcela, nebo částečně podobná standardním nutriím.

## Česká plemena nutrií
Jako genetický zdroj byla do roku 2016 zařazena tři plemena vyšlechtěná v bývalém Československu:
- standardní nutrie českého typu – je hnědě zbarvená s oranžovými boky.
- moravská stříbrná nutrie – má šedou srst, pigmentovanou kůži a hnědé oči.
- přeštická vícebarevná nutrie – má bílou srst, která je okolo očí, uší a na hřbetě tmavě hnědá. Nos ani hrudní končetiny nejsou pigmentovány. Oko je hnědé.